# نرگس حمیدالله
نرگس حمیدالله (زادهٔ: ۱۵ دسامبر ۱۹۹۸ کویته) یک کاراته‌کا اهل پاکستان است. وی دارنده مدال برنز در رشته کارته در بازی‌های آسیایی ۲۰۱۸ جاکارتا، اندونزی است. مدال برنز نرگس حمیدالله اولین مدال پاکستان در رشته کاراته در مسابقات آسیایی است.

## زندگی شخصی
نرگس حمیدالله زادهٔ ۲۴ قوس/آذر ۱۳۷۷ (۱۵ دسامبر ۱۹۹۸) در کویته، ایالت بلوچستان پاکستان و متعلق به قوم هزاره است.

## زندگی حرفه‌ای
نرگس حمیدالله نخستین استاد کاراته زنان در کویته و نماینده پاکستان در سطح بین‌المللی است.
نرگس با شکست دادن ۳ - ۱ ورزشکار اهل نپال در ۳ سنبله/شهریور ۱۳۹۷ (۱۲ اوت ۲۰۱۸) توانست مدال برنز کاراته در وزن +۶۸ کیلوگرم را در مسابقات آسیایی ۲۰۱۸ جاکارتا را کسب کند. او در سال ۲۰۱۷ در مسابقات قهرمانی جنوب آسیا در کلمبو، سریلانکا مدال طلا گرفت. وی همچنین عضو انجمن کاراته زنان پاکستان نیز است. او کاراته را در یک باشگاه ورزشی در کویته به دختران می‌آموزد و می‌گوید که :«دختران از طریق کاراته می‌توانند از خود دفاع کنند».